# Eria bhutanica
Eria bhutanica (лат.) — вид однодольных растений рода Eria семейства Орхидные (Orchidaceae). Впервые описан непальскими ботаниками Девендрой М. Байрачарьей и Кришной К. Шрестхой в 2003 году.

## Распространение, описание
Эндемик Бутана. Типовой экземпляр собран в местности Ретанг-Тангчху.
Эпифитное растение высотой 15—20 см. Корневище с псевдобульбой цилиндрической формы. Листья продолговато-ланцетные, длиной 3—4 см. Соцветие несёт по 5—7 цветков с овальными лепестками; губа размером 5 мм, колонка не выражена.